# 佐藤派五奉行
佐藤派五奉行（さとうはごぶぎょう）は、佐藤栄作派の最高幹部と目された5人の有力政治家を指した言葉。

## 解説
佐藤の政治支援団体・周山会の事務所で1週間に1回は五奉行会合を行った。また、話があると佐藤宅にも集まった。
1972年の佐藤の総理総裁退陣とそれに伴う自由民主党総裁選挙に際しては、五奉行のうち田中を中心に橋本・愛知は佐藤派から独立し、田中派を結成した。保利や松野はこれに反発して、保利グループは田中のライバル福田派に合流した。
西村英一も含めて、六奉行とも言われた。

## 構成メンバー
- 田中角栄
- 保利茂
- 橋本登美三郎
- 愛知揆一
- 松野頼三